# Useras
Useras (Valencianisch: Les Useres) ist eine Gemeinde (municipio) mit 961 Einwohnern (Stand: 2024) in der Provinz Castellón der Autonomen Gemeinschaft Valencia in Spanien. Neben dem Hauptort Useras besteht die Gemeinde aus den Ortschaften Las Crevadas, El Pla und El Perchet.

## Geografie
Useras liegt etwa 19 Kilometer nordnordwestlich von Castellón de la Plana in einer Höhe von ca. 400 m.

## Bevölkerungsentwicklung
| Jahr      | 1970 | 1981 | 1991 | 2001 | 2011 | 2021 |
| Einwohner | 1593 | 1279 | 1154 | 993  | 989  | 964  |

## Sehenswürdigkeiten
- Kirche Verklärung des Herrn in Useras
- Johannes-der-Täufer-Kirche in Las Crevadas
- Antoniuskapelle
- Christuskapelle
- Waldeskakapelle
- Marienkapelle

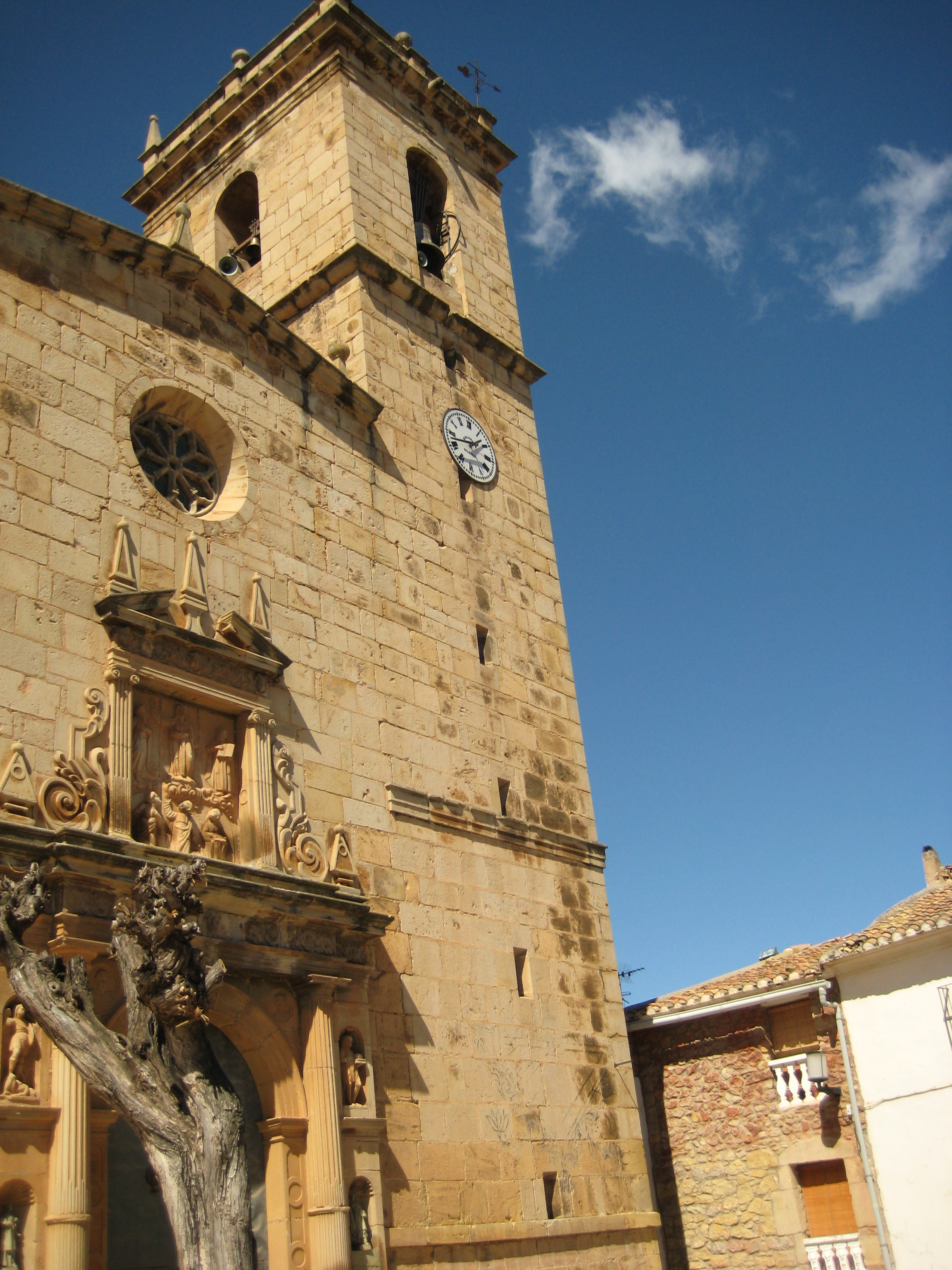
Kirche Verklärung des Herrn
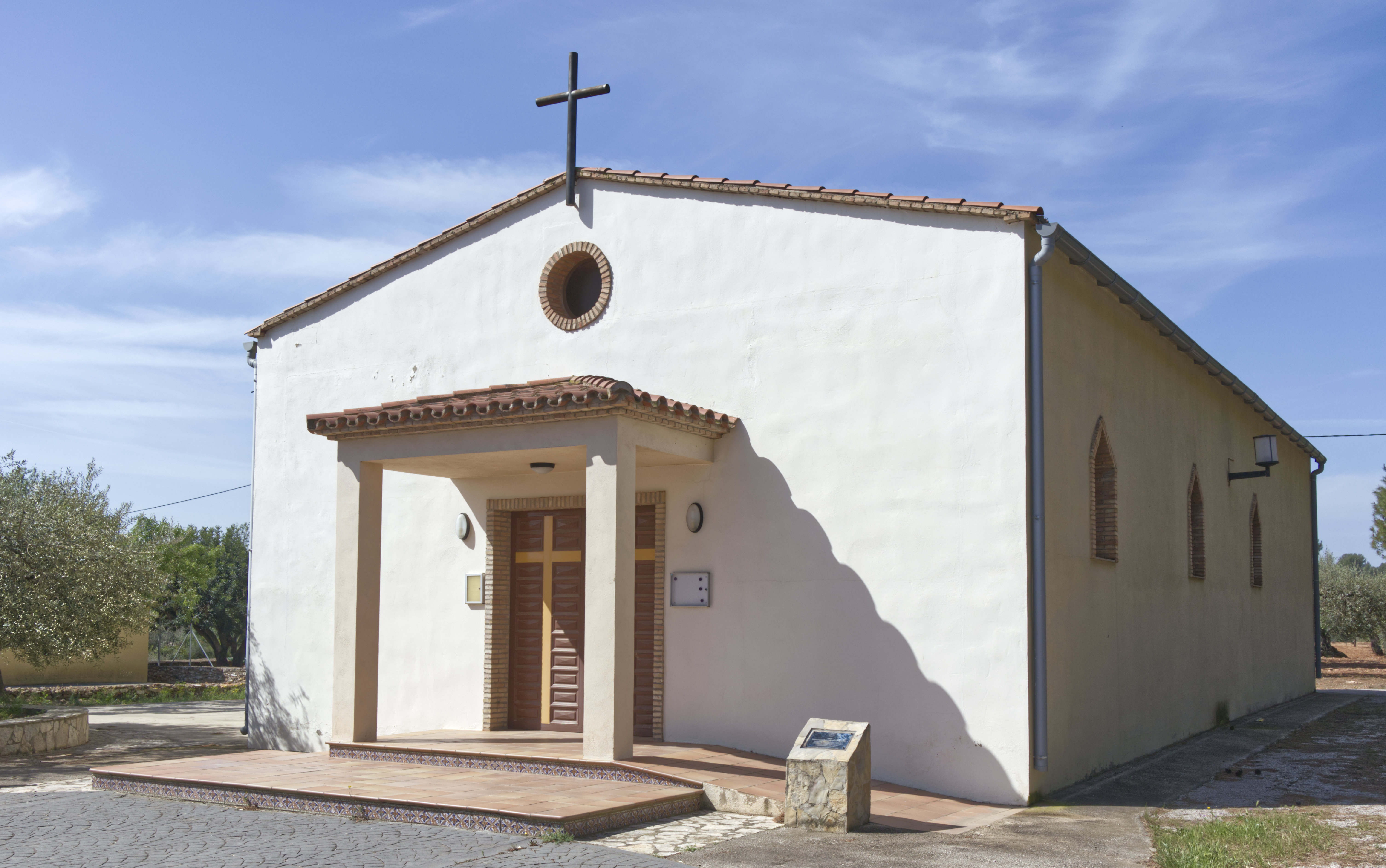
Johannes-der-Täufer-Kirche
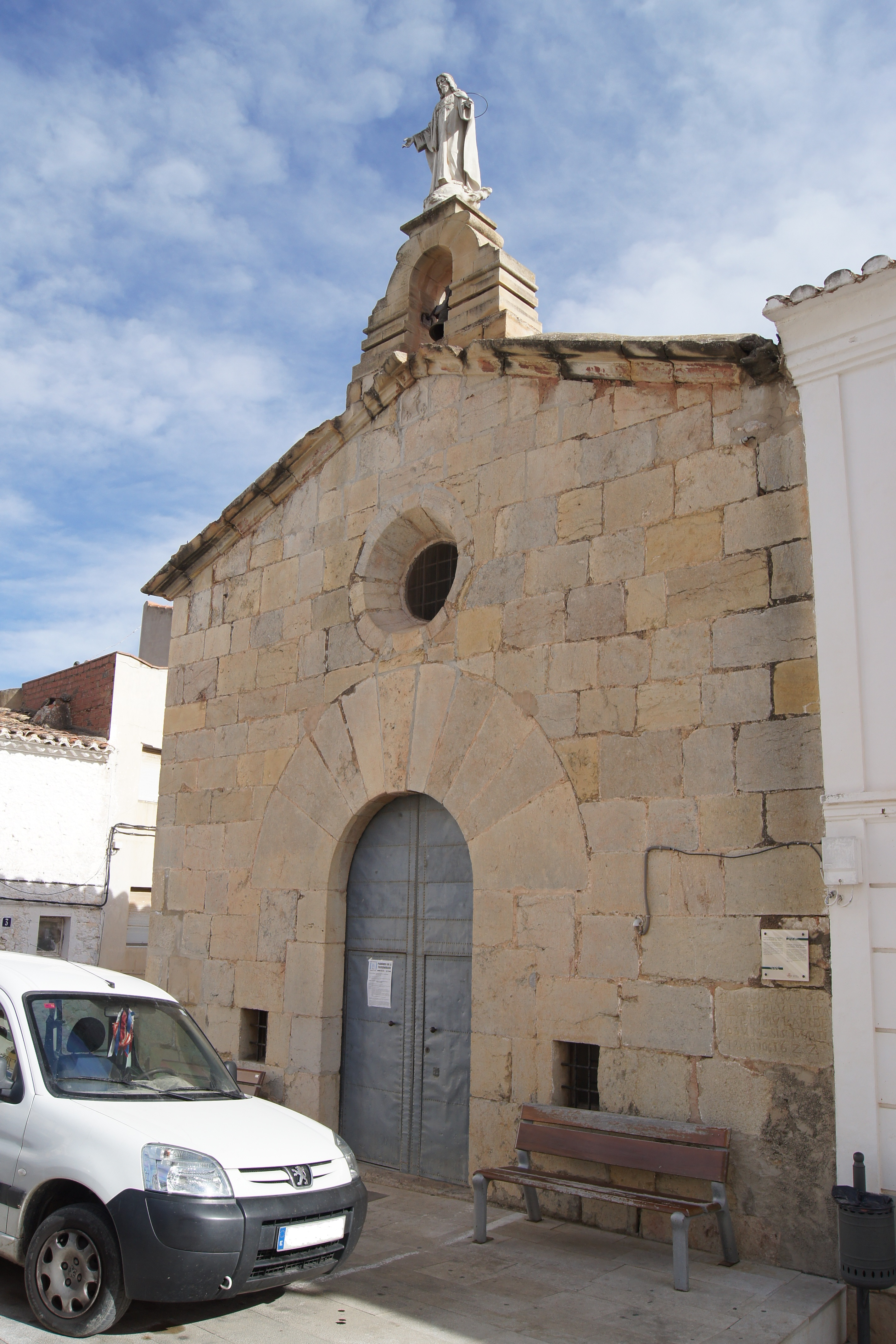
Christuskapelle
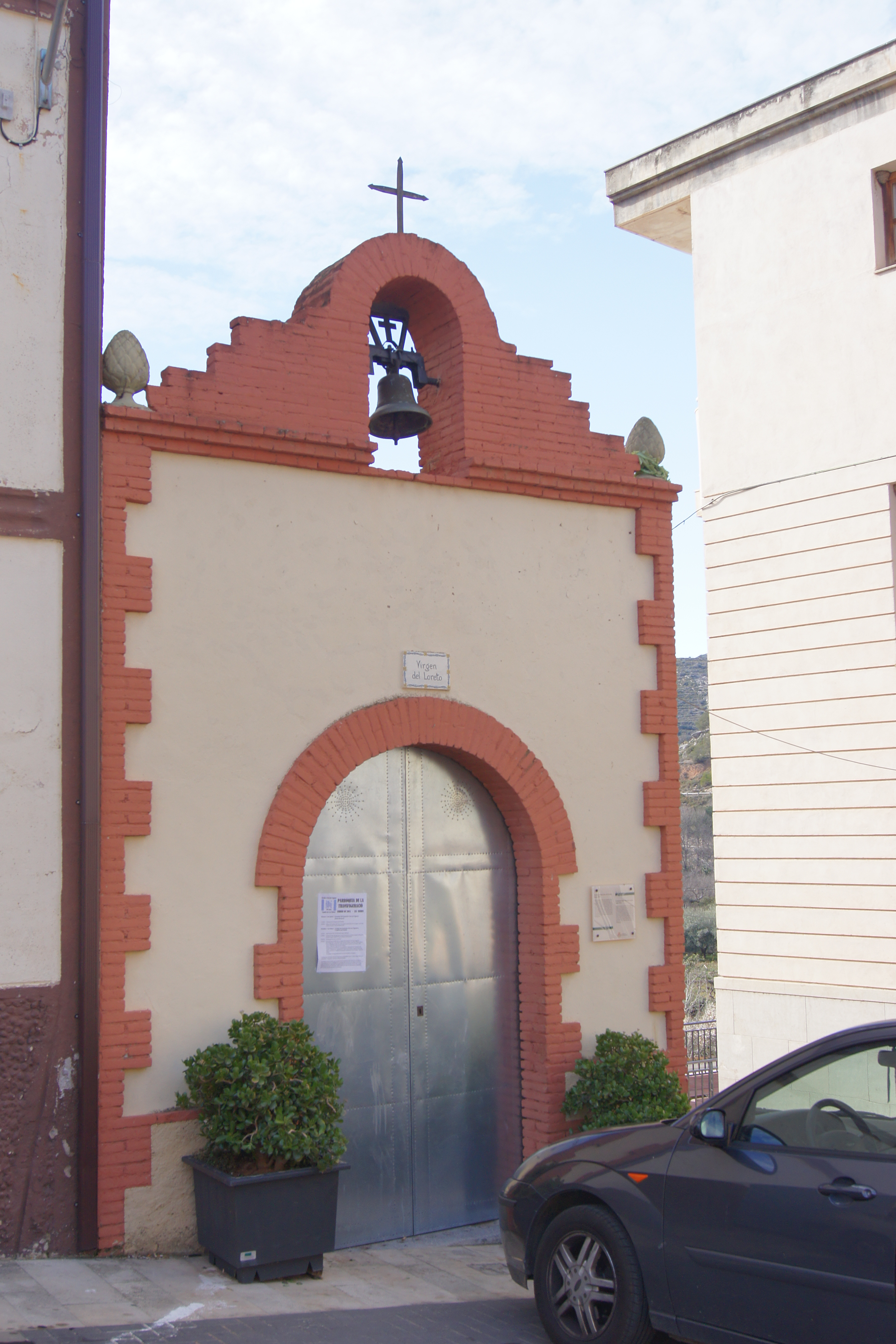
Marienkapelle
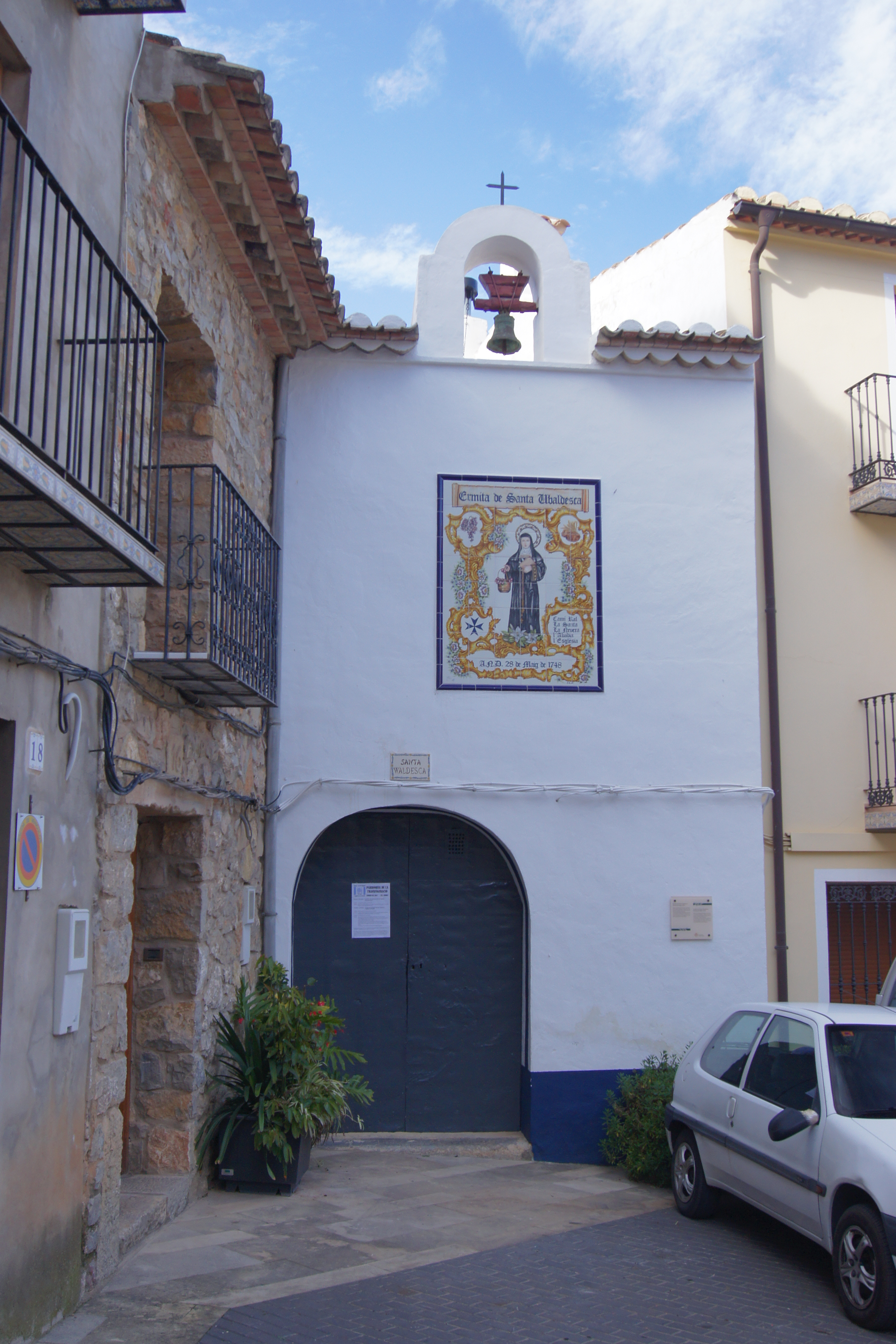
Waldeskakapelle
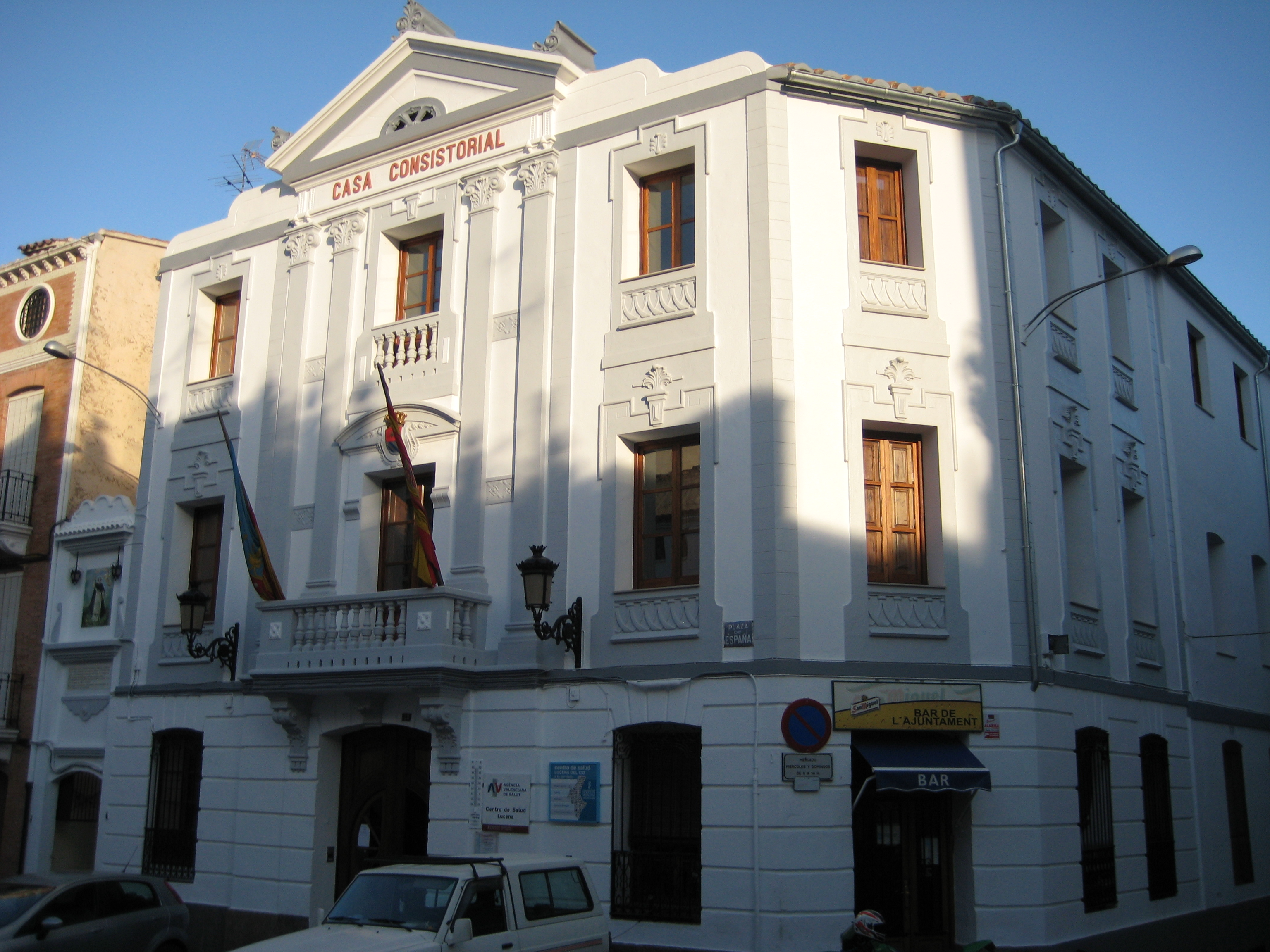
Rathaus